# Mohamed Aamer
Mohamed Aamer (tiếng Ả Rập: محمد عامر) (sinh ngày 17 tháng 3 năm 1986) là một diễn viên người Ai Cập. Ngay từ đầu trong sự nghiệp diễn xuất, anh đã xuất hiện trong một loạt phim nổi tiếng như Khatem Sulaiman. Sau đó anh ấy đóng vai chính trong bộ phim nổi tiếng "Bab Al Khalq" với vai một người cứng rắn, đây dường như là vai diễn của anh trong hầu hết các vai diễn ăn khách của anh sau đó. Sau đó, anh dẫn các chương trình truyền hình như "El Zaffa 2" và những chương trình khác.

## Phim truyền hình
- Khatem Soliman – 2011
- Bab Al Khalq – 2012
- Eishq Al Nesaa – 2014
- Azmet Nasab – 2016
- Naseeby wa Qesmtk (PT2) – 2018

## Chương trình truyền hình
- El Zaffa II

## Sân khấu
- Al Mosarea với Hala Al Turk

## Lien kết ngoài
- Mohamed Aamer trên ElCinema.com (bằng tiếng Ả Rập)